# Природни забележителности (България)
Природните забележителности в България към август 2023 г. са 352 на брой с обща площ 17996.9 хектара.

## Дефиниция
Природните забележителности (дефинирани като „природни паметници“) за пръв път са регламентирани като защитени обекти в България в Наредбата-закон за защита на родната природа (1936). Терминът „природна забележителност“ е въведен със Закона за защита на природната среда (1967). Режимът за опазване, ползване, обявяване и управление на природните забележителности се урежда със Закона за защитените територии (Обн., ДВ, бр. 133 от 11.11.1998).
Природните забележителности представляват защитени редки, красиви и ценни в научно, културно или естетическо отношение природни обекти запазени в своя най-естествен вид и форми. Тези природни обекти могат да бъдат както от живата природа, така и от неживата природа. Към конкретния обект, обявен за природна забележителност, се включва и природната обстановка, в която той съществува. На тези площи се забраняват дейности, които могат да нарушат тяхното естествено състояние или да намалят естетическата им стойност.

## Статут – обявяване/отнемане
Обявяването на обект за природна забележителност или отнемането на такъв статут става със заповед на министъра на околната среда и водите, която заповед се обнародва в Държавен вестник. Обявяването на обект за природна забележителност не променя собствеността на горите, земите и водните площи в него. Чужди държави, чужди граждани и чуждестранни юридически лица, както и политически партии, организации, движения и коалиции с политически цели не могат да притежават право на собственост върху горите, земите и водните площи в тези обекти.

## Списък

### Област Благоевград
| - 1. Водопада – Туфча - 2. Водопада – Попина лъка, река Санданска Бистрица - 3. Каялийски скали - 4. Кожуха - 5. Козия камък – скално образувание - 6. Купена - 7. Кьошката - 8. Мелнишки пирамиди | - 9. Момина скала - 10. Орлите - 11. Пещера в м. „Бойчова скала - 12. Пиростията - 13. Пиростията - 14. Сватбата – скално образувание - 15. Черната скала - 16. Честна – Водопад – Чесненско усое - 17. Шаралийска Пещера |

### Област Бургас
| - 1. Айтоска кория - 2. Блатото Алепу - 3. Водениците – малки образувания - 4. Големия камък - 5. Градището – естествено находище на синя хвойна - 6. Добровански гъби - 7. Долмен Лозенски дол - 8. Долмен Паша дере - 9. Долмените Влахов дол - 10. Каменска бърчина – скално образувание - 11. Корията – вековна дъбова гора - 12. Корията – вековна брястова гора - 13. Костенурката - 14. Махарата, м. „Сарпия“ - 15. Находище на Бодливо сграбиче - 16. Находище на Каспийска и Обикновена блатна костенурка в м. „Наково кладенче“ - 17. Находище на Урумово лале – м. „Лалкото“ - 18. Находище на Черни боровинки | - 19. Нос Агалина - 20. Нос Емине - 21. Нос Червенка - 22. Пещера Еленина дупка - 23. Пещери и извори на Младежка река - 24. Попова скала - 25. Пробития камък - 26. Професора – скално образувание - 27. Пясъчни дюни – Каваците - 28. Пясъчни дюни – м. „Алепу“ - 29. Пясъчни дюни – м. „Бабата – Слънчев бряг“ - 30. Пясъчни дюни – м. „Перла“ - 32. Пясъчни дюни – 5 броя - 33. Пясъчни дюни – младежкия център - 34. Свинска глава - 35. Скалните образувания, фиордите и тюленовата пещера в м. „Маслен нос“ - 36. Трите братя - 37. Чифликова нива |

### Област Варна
| - 1. Белите скали - 2. Куза – скока - 3. Находище на Бял оман - 4. Находище на Урумово лале | - 5. Пещерите в м. „Долна Капладжа“ и „Горна Капладжа“ - 6. Сини вир – Водопади - 7. Чудните скали |

### Област Велико Търново
| - 1. Водопадът на Мийковска река - 2. Дрянков хълм - 3. Еменски каньон - 4. Капиновски водопад | - 5. Кая бунар - 6. Момин скок - 7. Мусина - 8. Понорите |

### Област Видин
| - 1. Белоградчишки скали - 2. Боровият камък - 3. Водопад – на Стакевска река в м. „Белата Вода“ - 4. Гардата | - 5. Леви и Десни Сухи Печ – Пещери - 6. Петров церак – Водопад - 7. Пещерата Венец в м. „Чукара“ - 8. Пещера Магура |

### Област Враца
| - 1. Божите мостове - 2. Вратцата - 3. Леденика – Пещера - 4. Новата Пещера - 5. Пещера Говедарника - 6. Пещера Гълъбарника | - 7. Пещери Самуилица едно и две - 8. Понора - 9. Ритлите - 10. Скално образувание – Червеница - 11. Скално образувание – Чуклите |

### Област Габрово
| - 1. Бачо Киро – Пещера - 2. Виканата скала | - 3. Езеро Биляковец - 4. Скален венец – м. „Мъхнатите скали“ |

### Област Добрич
- 1. Александрийската гора
- 2. Арборетума
- 3. Вековна гора – Летен дъб

### Област Кърджали
| - 1. Буреще - 2. Вкаменелата гора - 3. Водопада – село Джанка - 4. Гъбата – скално образувание - 5. Душан - 6. Елата - 7. Естествено находище на синя хвойна - 8. Калето – село Устрен - 9. Калето – Ардино - 10. Каменни гъби - 11. Лъвът – скално образувание - 12. Мандрата - 13. Каменни | - 14. Находище на градински чай – м. „Дайма“ - 15. Находище на градински чай – река Кесе дере - 16. Находище на ела – село Мурга - 17. Находище на Родопска горска майка - 18. Находище на Родопски силивряк – село Дядовци - 19. Находище на Родопски силивряк – село Прилепци - 20. Пешери в м. „Моста“ – 6 броя - 21. Раджип Тарла - 22. Родопски силивряк – село Любино - 23. Скален прозорец - 24. Скални гъби – село Зимзелен - 25. Хладилната пещера - 26. Юмрук скала |

### Област Кюстендил
| - 1. Водопад Горица - 2. Група секвои – Ючбунар - 3. Земенските скали - 4. Корията - 5. Находище на Турска леска – село Скрино | - 6. Пешера – м. „Ридината“ - 7. Водопад Света Ана - 8. Скакавишки водопад - 9. Стобските пирамиди |

### Област Ловеч
| - 1. Водопад Лопошница - 2. Водопад Бановски скок – река Буковски дол - 3. Водопад Бръмбар скок - 4. Водопад Коман - 5. Водопад Скока – м. „Козница“ - 6. Гложенският водопад - 7. Горния парник - 8. Деветашка пещера - 9. Долния парник - 10. Пещера Банковица - 11. Пещера Проходна | - 12. Пещера Свирчовица - 13. Пещера Темната дупка - 14. Пещера Хайдушка дупка - 15. Карстов извор – Златна Панега - 16. Марата – карстови образувания - 17. Пещера Лястовицата - 18. Пещера Моровица - 19. Пещера Съева дупка - 20. Пещера Топля - 21. Рушова пещера - 22. Срупаница – скални образувания |

### Област Монтана
| - 1. Водния скок - 2. Дуршин водопад - 3. Мишин камък - 4. Мраморната пещера - 5. Хайдушки водопади |

### Област Пазарджик
| - 1. Гарванов камък - 2. Герекински гьол - 3. Гораница - 4. Жабата – скално образувание - 5. Киселицата - 6. Пещера Лепеница - 7. Палеонтологично находище (Дорково) | - 8. Пашови скали - 9. Побит камък - 10. Скални образувания – м. „Арабушка поляна“ - 11. Скални образувания – м. „Габровица“ - 12. Пещера Снежанка - 13. Турчанов камък - 14. Фотински водопад |

### Област Перник
| - 1. Ждрелото на река Ерма - 2. Пещера Духлата - 3. Янкьовец – вековна дъбова гора - 4. Янкьовец – находище на див божур |

### Област Плевен
| - 1. Водопад скока – река Белилка - 2. Гинината пещера - 3. Група вековни дървета - 4. Чернелка – карстово ждрело - 5. Купените - 6. Находище на окременни стъбла и пънове – м. „Калето“ - 7. Находище на окременни стъбла и пънове – м. „Ташковото“ - 8. Находище на терциерни вкаменелости - 9. Опански баир - 10. Пещера Нанин камък | - 11. Пещера Разбитица - 12. Скален мост Седларката - 13. Скалната църква - 14. Скалните кукли – м. „Пладнището“ - 15. Камарата – скално образувание - 16. Куклите – скално образувание м. „Улея“ - 17. Студенец - 18. Тектонски гребен Калето - 19. Фосилно находище на баденска фауна - 20. Хайдушката пещера |

### Област Пловдив
| - 1. Белинташ - 2. Гаргина дупка – пещера - 3. Гюмбертията – водопад - 4. Данов хълм - 5. Младежки хълм - 6. Свети Дух – водопад | - 7. Скален мост - 8. Сливодолско падало - 9. Сучурум – водопад - 10. Фосилни находища - 11. Хълм на освободителите |

### Област Разград
| - 1. Големият юг - 2. Поречието на река Топчийско дере |

### Област Русе
| - 1. Дикили таш - 2. Мамула – скално образувание - 3. Пещера Орлова чука - 4. Острата скала |

### Област Силистра
| - 1. Вратата – скално образувание - 2. Острата канара – скално образувание - 3. Пещерата – скално образувание |

### Област Сливен
- 1. Сините камъни

### Област Смолян
| - 1. |

### Област София (град)
| - 1. Кътински пирамиди - 2. Урвич |

### Област София (област)
| - 1. |

### Област Стара Загора
| - 1. |

### Област Търговище
| - 1. Водопад – м. „Боаза“ - 2. Гърбавата чешма - 3. Дервентската пещера - 4. Коня – скално образувание - 5. Костадин тепею |

### Област Хасково
| - 1. Боаза – водопад на Банска река - 2. Бръснарският стол – скално образувание - 3. Глухите камъни – тракийски скални ниши - 4. Глездово находище на застрашени дневни грабливи птици - 5. Дервишка могила – скално образувание - 6. Дикилиташ – водопад на Харманлийска река - 7. Държавна гора около манастира „Света Троица“ - 8. Калето – средновековна крепост - 9. Каменната къща – тракийски долмен - 10. Каракольовата дупка – пещера - 11. Кован кая – тракийски скални ниши с. Вълче поле - 12. Кован кая – тракийски скални ниши с. Долно Черковище - 13. Куру-дере – водопад на река Курудере - 14. Куш кая – скални образувания - 15. Кюмурлука – водопад на река Кюмурлушка - 16. Находище на блатно кокиче – м. „Съзлъка“ - 17. Находище на божур - 18. Находище на божур – м. „Халка баир“ - 19. Находище на градински чай – Луда река - 20. Находище на градински чай – река Марешница - 21. Находище на див божур - 22. Находище на летен дъб – м. „Паламуд“ - 23. Находище на момина сълза и божур - 24. Находище на родопски силивряк - 25. Находище на снежно кокиче - 26. Огледалната скала – скални образувания - 27. Орлова скала – скални образувания - 28. Пещера - 29. Пробитият камък – скални образувания - 30. Снежно кокиче - 31. Хайдушката дупка – пещера |

### Област Шумен
| - 1. Скока – водопад |

### Област Ямбол
| - 1. Дрънчи дупка – пещера - 2. Находищя на Мразовец – м. „Ормана“ - 3. Тетролика |